# Johan Patriksson
Johan Patriksson, född 28 maj 1982, är en svensk före detta fotbollsspelare. 

## Karriär
Patriksson började spela fotboll som fyraåring i IFK Uddevalla. Som 10-åring gick han till IK Svane. Som 16-åring återvände Patriksson till IFK Uddevalla, där han gjorde sin A-lagsdebut.
Säsongen 2007 gjorde Patriksson 17 mål i Superettan för GIF Sundsvall. Efter säsongen 2008 valde Patriksson att återvända till Ljungskile SK. 
Säsongen 2012 blev det återigen IK Oddevold där han spelat tidigare under karriären. Han avslutade spelarkarriären under säsongen 2018 och blev i maj 2018 klar som assisterande tränare i IK Oddevold.